# Cotxe multiusuari
El cotxe multiusuari (en anglès, carsharing) és un sistema de mobilitat que consisteix en una empresa o organització que gestiona una flota d'automòbils i que els posa a disposició dels seus abonats (des d'una hora fins a diversos dies). Un mateix vehicle pot ser utilitzat per qualsevol abonat.
El cotxe multiusuari promou l'ús racional del cotxe. El seu objectiu és aconseguir que no sigui necessària la possessió d'un vehicle privat i que només s'utilitzi en moments puntuals. Es basa en la idea que per a cada tipus de desplaçament cal utilitzar el sistema de transport més convenient, des del punt de vista del cost individual i social.

## Funcionament
Per utilitzar la flota de vehicles d'un operador de cotxe multiusuari és necessari abonar-s'hi prèviament i pagar la quota periòdica que marqui l'operador en cada cas.
Per poder utilitzar un vehicle l'abonat ha de fer una reserva prèvia per telèfon o per Internet.
En el moment de fer la reserva l'abonat ha d'especificar les següents dades:
- El dia, hora i la durada de la reserva (normalment ha de ser un mínim d'una hora i un màxim de 15 dies).
- El tipus de vehicle (utilitari, familiar, furgoneta, híbrid, etc.).
- L'aparcament on haurà de recollir el vehicle.

El client haurà d'anar a l'hora i dia especificat a l'aparcament seleccionat i podrà accedir al vehicle amb la seva targeta client, sense necessitat de fer cap tràmit, de forma totalment automàtica.
Un cop a dins del vehicle, en la majoria d'operadores de cotxe multiusuari, el client pot modificar les dades de la reserva: reduir o augmentar la durada (tot i que en aquest segon cas només és possible si no hi ha un altre client que ja hagi reservat el mateix vehicle a continuació).
Si el conductor ha de posar combustible la majoria de companyies de cotxe multiusuari faciliten una targeta carburant a cada vehicle perquè el client no hagi de pagar amb els seus mitjans.
Una vegada hagi utilitzat el vehicle el client l'ha de retornar abans de l'hora de finalització de la reserva al mateix aparcament on l'ha recollit.
La facturació del servei és automàtica tenint en compte el temps de reserva i els km recorreguts. La tarifa per hora i per km variarà segons el tipus de vehicle que s'hagi reservat.

## Avantatges
Els usuaris poden utilitzar un vehicle sense haver de ser-ne el propietari: amb la comoditat i l'estalvi que això representa.
- L'empresa operadora del servei és qui compra els vehicles, en realitza el manteniment i gestiona el servei. Els usuaris no s'han d'ocupar del manteniment ni dels tràmits que implica la propietat d'un vehicle.
- Els abonats poden disposar d'un vehicle les 24 hores del dia tots els dies de l'any, amb una simple reserva prèvia per telèfon o per internet.
- Disposen d'una flota amb diversos models de vehicle, que poden anar des d'un cotxe utilitari a un "minibus" de 8 places, perquè el client sempre pugui escollir el vehicle que s'ajusti més a les seves necessitats en cada moment.
- Els clients no han de suportar les càrregues econòmiques de la tinença: compra, revisions, reparacions, assegurança, impostos, aparcament, combustible, etc., sinó que només paguen per la utilització del vehicle: hores d'ús i quilòmetres.
- És més flexible i econòmic que el lloguer de cotxes convencional: el client pot fer reserves per només una hora (a diferència del mínim d'un dia de les empreses de lloguer de cotxes), a la zona on està implantat el servei de cotxe multiusuari hi ha molts més aparcaments on es poden recollir els vehicles que no pas els que disposen les empreses de lloguer. En el sistema de cotxe multiusuari el combustible està inclòs en el preu de la reserva.
- Promou la utilització del transport públic, ja que els clients del cotxe multiusuari acostumen a tenir descomptes en els abonaments del transport col·lectiu.
- Promou la substitució de desplaçaments motoritzats per desplaçaments a peu o en bicicleta.
- Disminueix el consum d'espai públic i allibera aparcaments, ja que un vehicle del cotxe multiusuari substitueix de 5 a 8 vehicles privats.
- Fa més fàcil tenir un control de les despeses en concepte de mobilitat.

## Desavantatges
- La distància entre l'aparcament on s'han de recollir els vehicles i l'habitatge de l'usuari. Es considera que l'ideal és disposar d'un aparcament a un radi de 400 metres (uns 5 minuts a peu). Quan més lluny estigui l'aparcament del potencial client menys competitiu és el servei de cotxe multiusuari respecte a disposar d'un vehicle en propietat.
- El vehicle s'ha de retornar al mateix aparcament on s'ha recollit, a diferència de les empreses de lloguer de cotxes.
- És difícil que s'implanti en zones amb un mal servei de transport públic. Si la majoria dels habitants d'un determinat municipi es veuen obligats a fer els seus desplaçaments quotidians (al treball, a la universitat, a comprar, etc.) en cotxe per falta de transport públic el servei de cotxe multiusuari difícilment tindrà èxit, ja que la majoria d'habitants necessiten el cotxe habitualment i no només en casos puntuals.

## Origen

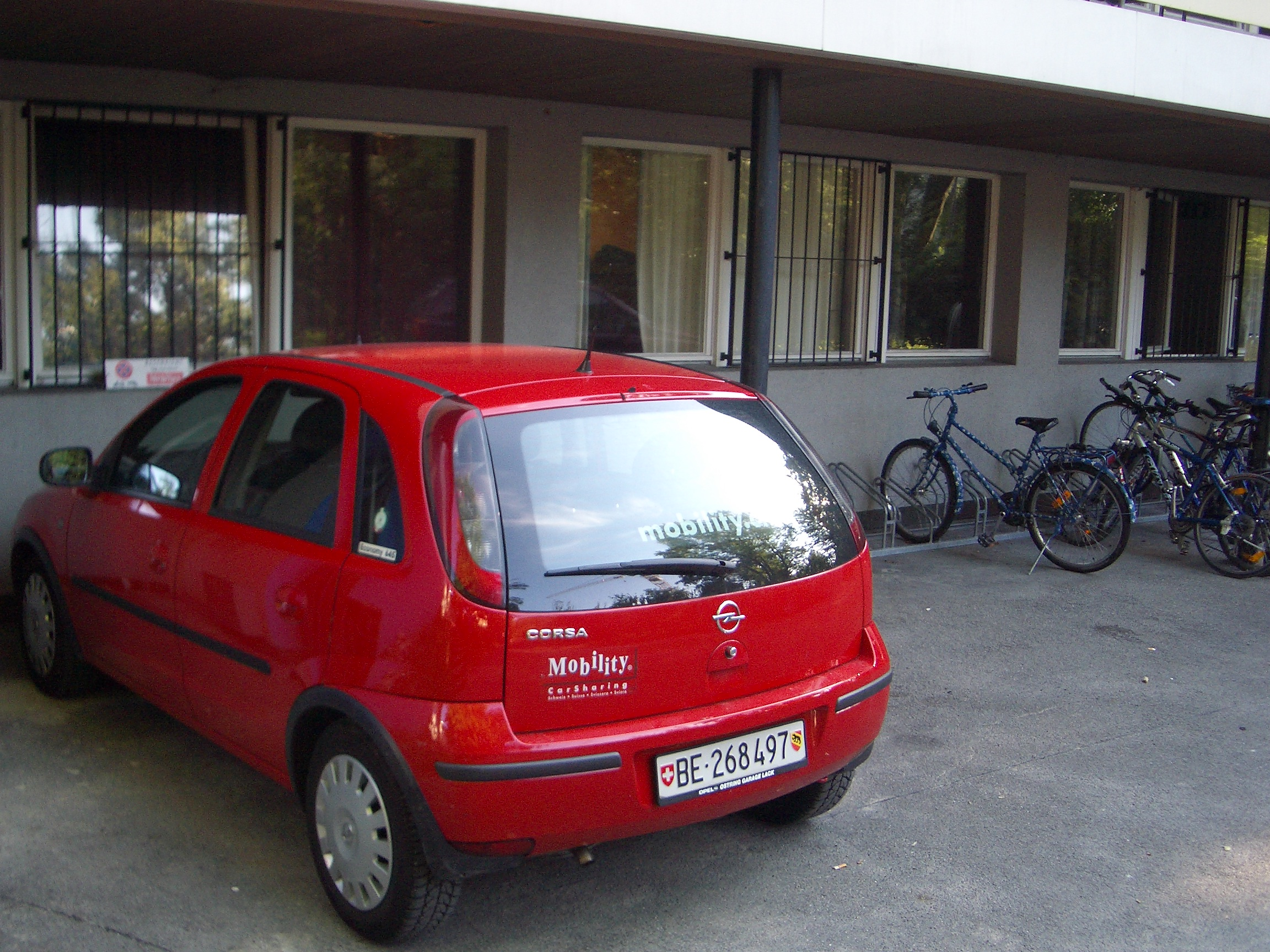
Cotxe multiusuari de Mobility. Berna (Suïssa)

El país pioner en la posada en marxa del servei del cotxe multiusuari tal com l'entenem en l'actualitat és Suïssa, que va estrenar aquest servei l'any 1987, amb 2 vehicles i 30 clients. L'any 2007 la cooperativa Mobility (que gestiona aquest servei a la Confederació Helvètica) compta amb 1.950 vehicles i 74.200 clients, convertir-se en l'empresa de cotxe multiusuari més important d'Europa.

## El cotxe multiusuari al món
Actualment hi ha més de 600 ciutats a tot el món que disposen del servei de cotxe multiusuari i l'any 2006 hi havia 330.000 abonats a les diferents companyies que ofereixen el servei de cotxe multiusuari, sobretot a Europa i Nord-amèrica.
Xifres globals de membres i vehicles (any 2006):
| Regió        | Membres | Vehicles |
| ------------ | ------- | -------- |
| Europa       | 210.000 | 7.400    |
| Nord-amèrica | 105.571 | 2.409    |
| Àsia         | 15.500  | 726      |
| Austràlia    | 600     | 35       |
| TOTAL        | 329.671 | 10.570   |

## El cotxe multiusuari als Països Catalans

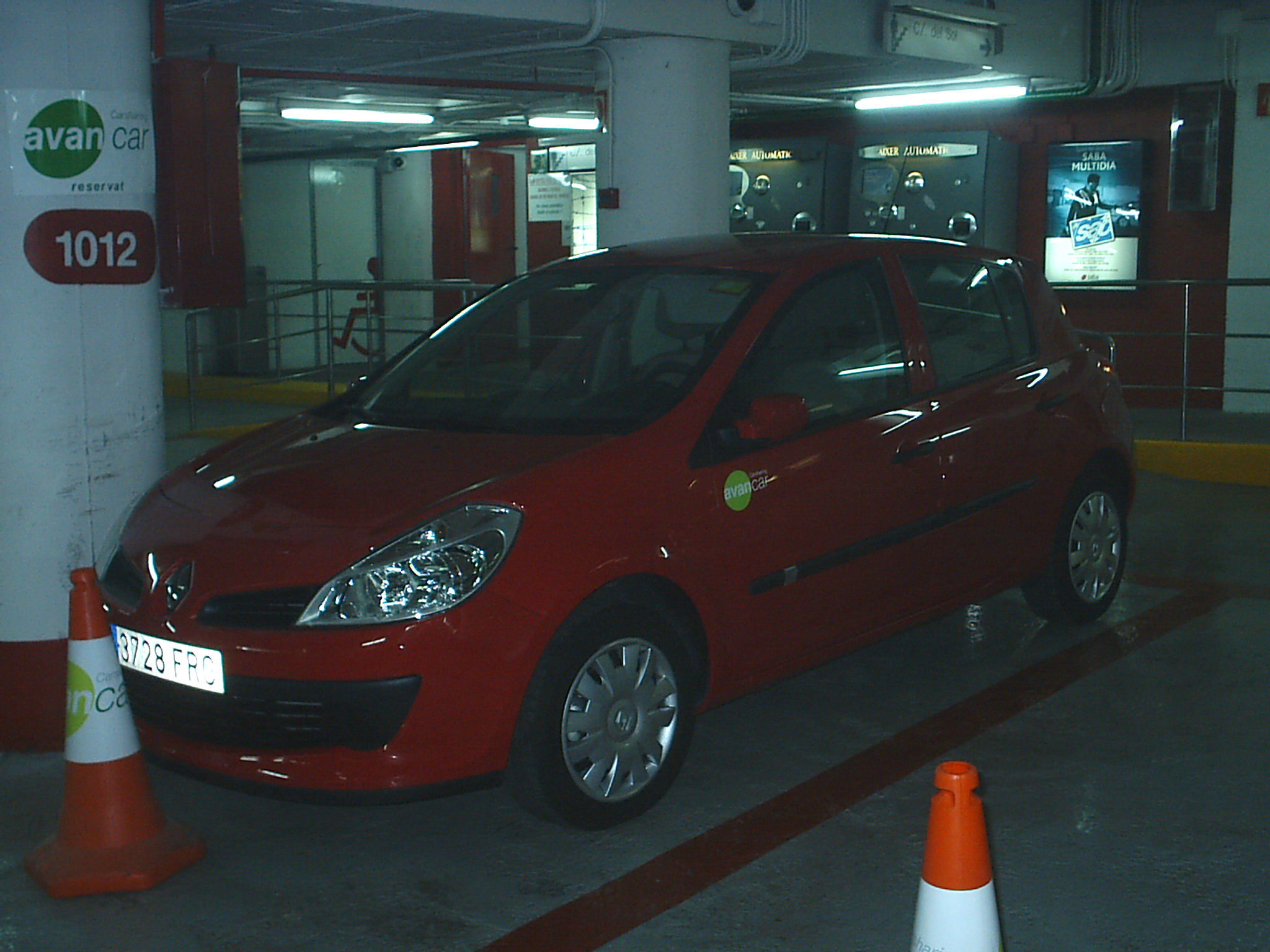
Cotxe multiusuari d'Avancar Carsharing. Sabadell (el Vallès Occidental).

A Catalunya el cotxe multiusuari es va posar en servei l'any 2004, a la ciutat de Barcelona, a través de l'empresa Catalunya CarSharing S.A., que ofereix els seus serveis sota la marca comercial Avancar, que va ser impulsada per l'Associació per a la Promoció del Transport Públic i amb l'ajut i el suport de la Generalitat de Catalunya i l'Ajuntament de Barcelona.
L'any 2011, l'operador nord-americà Zipcar va convertir-se en el seu accionista majoritari i, l'any 2013, Avancar disposa de més de 8.000 abonats, més de 120 vehicles i 40 aparcaments a la ciutat de Barcelona.
L'any 2016 es funda, a Mataró, Som Mobilitat, la primera cooperativa de consumidors de cotxe multiusuari.
L'any 2015, Europcar es va convertir en l'accionista majoritari d'Ubeeqo com a part de la seva estratègia per ampliar la seva oferta de mobilitat. Des de llavors, Ubeeqo ofereix un servei de carsharing roundtrip que permet als seus usuaris reservar un vehicle per hores de forma autònoma i immediata. Ubeeqo és el nou nom de Bluemove, una companyia nascuda a Madrid i que actualment opera a Madrid i Barcelona amb més de 700 cotxes i furgonetes. A nivell internacional, Ubeeqo opera a les principals capitals europees, com París, Berlín, Londres, Milà, Brussel·les, Hamburg, Copenhaguen i Lisboa.